# STS-61-A
STS-61-A est la 9e mission de la navette spatiale Challenger. Elle a le record du plus grand équipage, 8 personnes, pour toute la durée de la mission. Première mission dont trois membres de l'équipage sont non américains.

## Équipage
- Commandant : Henry W. Hartsfield (3)  États-Unis
- Pilote : Steven R. Nagel (2)  États-Unis
- Spécialiste de mission 1 : Bonnie J. Dunbar (1)  États-Unis
- Spécialiste de mission 2 : James F. Buchli (2)  États-Unis
- Spécialiste de mission 3 : Guion S. Bluford (2)  États-Unis
- Spécialiste du chargement 1 : Reinhard Furrer (1)  Allemagne de l'Ouest
- Spécialiste du chargement 2 : Ernst Messerschmid (1)  Allemagne de l'Ouest
- Spécialiste du chargement 3 : Wubbo Ockels (1)  Pays-Bas

Le chiffre entre parenthèses indique le nombre de vols spatiaux effectués par l'astronaute au moment de la mission.

### Équipage de réserve
- Spécialiste du chargement : Ulf Merbold  Allemagne de l'Ouest

## Paramètres de la mission
- Masse :
  - Navette au décollage : 110 568 kg
  - Navette à l'atterrissage : 97 144 kg
  - Chargement : 14 451 kg
- Périgée : 319 km
- Apogée : 331 km
- Inclinaison : 57,0°
- Période : 90,0 min